# LG X 마하
LG X 마하는 LG전자가 2016년 8월 30일 출시한 중저가형 스마트폰이다. 중저가형이지만 G4와 성능이 비슷한 것이 특징이며, 지문 인식이 탑재되었다. 대만에는 X 패스트라는 이름으로 출시되었다. 퀄컴 스냅드래곤 808이 탑재되었지만 고속 충전과 퀵차지를 지원하지 않아서 논란이 일기도 하였다.

## 운영 체제
안드로이드 6.0.1 마시멜로를 탑재하여 출시되었다.

## 특수 기능

### 오토 셀피
자동으로 얼굴을 인식하여 셀카를 촬영하는 기능이다. 기존 LG전자 스마트폰에 탑재되었던 제스쳐 샷에서 발전된 기능이다.

### 지문 인식
후면 전원 버튼에 있는 지문 인식 스캐너에 지문을 대면 잠금을 풀 수 있는 기능이다.

## 색상
- 티탄
- 화이트

## 같이 보기
- LG G4
- LG X
- LG X 스크린
- LG X 캠
- LG X 스킨
- LG X 파워
- LG X5 (X 맥스)